# 中華盛世
中華盛世（英語：The Golden Age，來港前稱），是一匹曾在法國和香港出賽的已退役賽駒，來港後練馬師是告東尼。

## 簡介
2016年9月4日，鮑志樂策騎「中華盛世」勝出法國聖格盧馬場的國際三級賽諾卓亭大賽。
2018年6月3日，莫雷拉策騎「中華盛世」勝出國際三級賽獅子山錦標。
2019年2月22日，「中華盛世」宣告退役，正式結束其競賽生涯。

## 在港勝出賽事全紀錄
| 比賽日期   | 賽事名稱   | 賽事班次 | 賽道 | 賽事路程 | 比賽馬場   | 名次 | 完成時間 | 騎師   |
| ---------- | ---------- | -------- | ---- | -------- | ---------- | ---- | -------- | ------ |
| 29/10/2017 | 黃竹坑讓賽 | 第二班   | 草地 | 1650米   | 跑馬地馬場 | 1    | 1:40.27  | 蔡明紹 |
| 06/12/2017 | 巴西讓賽   | 第二班   | 草地 | 1800米   | 跑馬地馬場 | 1    | 1:49.25  | 蔡明紹 |
| 03/06/2018 | 獅子山錦標 | G3       | 草地 | 1600米   | 沙田馬場   | 1    | 1:33.13  | 莫雷拉 |

## 外部連結
- . 香港賽馬會. 2018-06-03  [2020-05-29]. （原始内容存档于2018-10-24）.